# الباقي (أسماء الله الحسنى)
الباقي هو من أسماء الله الحسنى المختلف عليها التي لم ترد في القرآن أو السنة ، ومعناه : الحيُّ الباقي على الدوام.

## تعريف اسم الله الباقي

### ‌‌لغة
(‌بَقِيَ) الْبَاءُ وَالْقَافُ وَالْيَاءُ أَصْلٌ وَاحِدٌ، وَهُوَ الدَّوَامُ. قَالَ الْخَلِيلُ: يُقَالُ: ‌بَقِيَ الشَّيْءُ يَبْقَى بَقَاءً، وَهُوَ ضِدُّ الْفَنَاءِ. ، ولا يقال لغير الله عز وجل الباقي إلا مضافاً معلقاً بشيء كقولك: زيد الباقي بعد عمرو؛ لأنه عاش بعده، وبقاؤه إلى أمد ثم ينقضي، فقيل: بقي مجازاً؛ لأنه غير باق أبداً وإنما يبقى مدة معلومة فقيل له: باقٍ تلك المدة المقدرة له وبقاء الله هو امتناع لحوق العدم.
‌والبقاء ‌صفة واجبة لله تعالى، وفيه سلب الفناء ولحوق العدم به سبحانه وتعالى.

### اصطلاحاً
معنى الباقي: الدائم الموصوف بالبقاء الذي لا تعترض عليه عوارض الزوال، ولا يستولي عليه الفناء، وبقاؤه أبدي لايزال وأزلي لم يزل، فبقاؤه غير متناهٍ ولا محدود، وعُرف بأنه هو الذي لا ينتهي تقدير وجوده في الاستقبال إلى آخر ينتهي إليه ويعبر عنه بأبدي الوجود، وهو سبحانه المستأثر بالبقاء، وكتب على خلقه الفناء.

## وروده في القرآن
لم يرد (الباقي) بلفظ الاسم، وإنما ورد بلفظ الفعل في قوله تعالى: {وَيَبْقَى وَجْهُ رَبِّكَ ذُو الْجَلَالِ وَالْإِكْرَامِ}.
وقد عدَّ بعضهم (الباقي) من أسماء الله تعالى، ولا دليل معهم، منهم: ابن منده، والزجاجي، وغيرهم.

## من عده من الأسماء
عده الوليد و الصنعاني وابن الحصين وابن منده والبيهقي من الأسماء ، فقال ابن حجر بعد أن ذكر عددا من الأحاديث التي ورد فيها سرد أسماء الله الحسنى بروايات مختلفة: «وَأَمَّا رِوَايَةُ الْوَلِيدِ عَنْ شُعَيْبٍ وَهِيَ أَقْرَبُ الطُّرُقِ إِلَى الصِّحَّةِ وَعَلَيْهَا عَوَّلَ غَالِبُ مَنْ شَرَحَ الْأَسْمَاءَ الْحُسْنَى فَسِيَاقُهَا عِنْدَ التِّرْمِذِيِّ هُوَ: اللَّهُ الَّذِي لَا إِلَهَ إِلَّا هُوَ الرَّحْمَنُ الرَّحِيمُ الْمَلِكُ الْقُدُّوسُ السَّلَامُ الْمُؤْمِنُ إلى أن قال : النور الْهَادِي الْبَدِيعُ الْبَاقِي الْوَارِثُ الرَّشِيدُ الصَّبُورُ. وَقَدْ أَخْرَجَهُ الطَّبَرَانِيُّ عَنْ أَبِي زُرْعَةَ الدِّمَشْقِيِّ عَنْ صَفْوَانَ بْنِ صَالِحٍ فَخَالَفَ فِي عِدَّةِ أَسْمَاءَ»